# Archaeospheniscus lowei
Az Archaeospheniscus lowei a madarak (Aves) osztályának pingvinalakúak (Sphenisciformes) rendjébe, ezen belül a pingvinfélék (Spheniscidae) családjába és a Palaeeudyptinae alcsaládjába tartozó fosszilis faj.
Az Archaeospheniscus madárnem típusfaja.

## Tudnivalók
Az Archaeospheniscus lowei a késő oligocén korszakban élt, ezelőtt 28-27 millió éve. A típuspéldánya, C.47.20, melyet az otagói múzeumban őriznek, az egyetlen mely bizonyítottan e fajhoz tartozik - ez néhány csontból tevődik össze. Egy másik példány, az OM C.47.27 egy combcsontból (femur) áll - az idetartozása csak feltételezett. Mindkét példányt az Új-Zélandon lévő Duntroon nevű kisváros melletti Kokoamu Greensand-formációban találták meg. A madár körülbelül 85-115 centiméter magas lehetett, mint egy modern királypingvin (Aptenodytes patagonicus).
A tudományos fajnevét, azaz a másodikat, a lowei-t Percy Roycroft Lowe angol sebészről és ornitológusról kapta. Lowe a fosszilis pingvinekkel foglalkozott és létrehozott egy elméletet, mely szerint a pingvinek nem más madarakból fejlődtek ki, hanem egyenesen a hüllőőseikből - persze ez az elmélet mára már el van vetve, azaz érvénytelen.

### Fordítás
- Ez a szócikk részben vagy egészben  az   Archaeospheniscus lowei című angol Wikipédia-szócikk ezen változatának fordításán alapul.  Az eredeti cikk szerkesztőit annak laptörténete sorolja fel. Ez a jelzés csupán a megfogalmazás eredetét és a szerzői jogokat jelzi, nem szolgál a cikkben szereplő információk forrásmegjelöléseként.